# Decigram
Decigram är en SI-enhet som motsvarar 10−1 gram, alltså ett tiondels gram. SI-symbolen för decigram är dg.
Namnet kommer från SI-prefixet deci, som är lika med en tiondel.